# CD -38°245
CD -38°245は、ちょうこくしつ座にある赤色巨星である。金属量が太陽に比べて非常に少ない超金属欠乏星で、かつては銀河系内の既知の恒星の中で、金属量が最も少ないものと考えられていた。

## 名称
CD -38°245という名称は、コルドバ天文台で行われた掃天観測によるコルドバ掃天星表 (Cordoba Durchmusterung) のカタログ名で、赤緯が-38°から-39°の領域における恒星のうち245番目であることを示す。

## 発見
CD -38°245が注目されたきっかけは、セロ・トロロ汎米天文台で行われた、対物プリズムを用いて南銀極付近の恒星のスペクトル型に目星をつける掃天観測で、観測を行った天文学者の頭文字 (Slettebak & Brundage) からSB 319というカタログ名が付与され、奇妙なスペクトルがみられると記録されたことである。SB 319は、CD -38°245と同じ恒星と同定された。その後、観測が進むにつれてCD -38°245の特異性が明らかになり、高分散スペクトルが得られるに至って、CD -38°245が赤色巨星で、似たようなスペクトル型の金属欠乏星と比べても、金属吸収線が非常に弱いことが明らかになった。

## 特徴

### 位置
CD -38°245があるのは、南銀極に近い方角で、つまり太陽系からみると、銀河系の銀河面と垂直に近い向きである。この方向に、およそ1万8600光年の距離にあるとみられるので、銀河系の円盤から明らかに離れ、ハローに属する古い恒星であると考えられる。CD -38°245空間運動を分析した結果からも、銀河系内をハローの恒星に典型的な軌道をとって移動していることがみてとれる。

### 組成
1980年代に、CD -38°245の化学組成が精度良く求められるようになると、CD -38°245には水素と比較した相対的な鉄の量が、太陽に比べて3万分の1しかないことが示され、これは当時銀河系内の既知の恒星の中で最も少ないもので、2002年にHE 0107-5240が発見されるまで、CD -38°245が最も金属量の少ない恒星とされていた。その後の分析で、金属量は様々な値が求められているが、鉄の量で概ね太陽の1万分の1から1万5000分の1と、極めて少ないことに変わりはない。
一方で、元素によって組成にはばらつきがあり、全ての金属が一様に少ないわけではない。鉄と比較した相対量を調べると、炭素はそれ程でもないが、窒素は非常に多い。カルシウムやチタンも過剰である。ユーロピウムも豊富であり、r過程元素が「程々に過剰な」恒星に分類される。超金属欠乏星のCD -38°245において、元素によっては豊富に存在するものがあるということは、内部で合成された元素が表面に混入してきたか、前の時代に超新星などにより合成された元素が添加されたか、という筋書きが考えられる。宇宙初期の金属がなかった時代の初代星がII型超新星となり、その化学的な影響下でCD -38°245が誕生した、という線が調べられているが、観測結果を全て再現するには至っていない。これに対し、内部で合成された元素の混入は、実際に起こっているものと考えられている。
CD -38°245は、光球面が黄色から橙色を帯び、表面温度は4,800K程度と推定される。これだけなら、晩期型のG型巨星と考えられるが、金属量が著しく少ない恒星は、実際のスペクトル型より見かけ上高温になるので、K型巨星に最も近いとみられる。